# Пахвова вена
Пахвова вена (лат. v. axillaris) — це велика кровоносна судина, що безпосередньо відходить від плечової вени та збирає венозну кров з латеральної частини грудної клітки, пахвів та верхної кінцівки.

## Топографія
Пахвова вена починається в ділянці нижнього краю великого кругового м'язу та є прямим відгалуженням плечової вени. Пахвова вена йде вгору по передньо-медіальному боку від пахвової артерії, і продовжується в підключичну вену.

### Притоки пахвової вени
Латеральна грудна вена, підлопаткова вена, передня і задня огинальні вени плеча. В пахвову вені впадають підшкірні грудо-надчеревні вени (лат. vv. thoracoepigastricae), за рахунок яких відбувається венозний дренаж із стінок грудної і черевної порожнин. Крім того, грудо-надчеревні вени беруть участь у формуванні кава-кавального анастомозу: в ділянці пупка з'єднуються анастомозом з v. epigastrica superficialis, яка несе кров у стегнову вену.